# Mino Argento
Mino Argento (* 5. Januar 1927 in Italien) ist ein italienisch-amerikanischer Künstler, dessen Werke der abstrakten Malerei auf Leinwand und Papier bestehen.

## Leben
Argento zog nach New York, um eine Karriere in der Kunst zu verfolgen. Er verließ Italien, da er von der figurativen Kunstbewegung, die zu dieser Zeit weit verbreitet war, gefangen genommen wurde. Seine Werke enthalten unter anderem „La Tigre“ von 1968, „New York“ von 1973, und „Inquietudine Geometria“ von 1987. In seinen frühen Jahren arbeitete er als Architekt und nahm später die Malerei auf. Seine Karriere gewann Traktion mit Ausstellungen wie der Galerie Astrolobio in Rom, die von Marcello Venturoli gehostet wurde. Argento wurde unter anderem zu verschiedenen Zeiten von Galeristen wie Nigel Greenwood und Betty Parsons vertreten. Er wurde zusammen mit Künstlern wie Frank Stella gezeigt. Seine Arbeiten wurden in Museen und Galerien in New York und Los Angeles ausgestellt.